# Strip
유닉스와 유닉스 계통 운영 체제에서 strip 프로그램은 실행 가능한 이진 프로그램들과 목적 파일들로부터 모든 디버깅과 상징 정보를 지운다. 이로 인하여 잠재적으로 더 나은 성과를 기대할 수 있으며 때로는 현저한 디스크 공간 사용 절약을 기대할 수도 있다.
이는 GNU 바이너리 유틸리티 (binutils)의 일부이며, 마이크로소프트 윈도우를 포함하여 다른 운영 체제에 이식되고 있다.

## 예시
```
$ strip foobar
```

## 같이 보기
- 실행 파일 압축
- 유닉스 프로그램 목록
- strings